# Rundfunkplatz
Der Rundfunkplatz ist ein Platz im westlichen Bereich der Innenstadt der bayerischen Landeshauptstadt München.
Der Platz liegt im Stadtbezirk Maxvorstadt südlich der Marsstraße, östlich der Einmündung der Hopfenstraße. Das Terrain ist die nordwestliche Ecke des so genannten Maffeiangers, einem von Marsstraße im Norden, Seidlstraße im Osten, Arnulfstraße im Süden und Hopfenstraße im Osten begrenzten Geviert, das bis Ende des 19. Jahrhunderts als städtischer Lagerplatz genutzt wurde.
1902 erwarb der bayerische Staat das Gelände, um hier ein zentrales Postdienstgebäude für die bis dahin getrennt untergebrachten Dienststellen zu errichten. Im Jahr darauf wurde der Plan in ein Neubauvorhaben für das neu gegründete Bayerische Verkehrsministerium miteinbezogen. Carl Hocheder schuf mit dem Bau des Verkehrsministeriums zwischen 1905 und 1913 einen stattlichen mehrflügeligen Gebäudekomplex mit zentraler Kuppelhalle, der das Reservatrecht Bayerns auf eine eigene Bahn und Post im Deutschen Kaiserreich demonstrativ in Szene setzen sollte.
Vor dessen Nordfront blieb südlich der Marsstraße ein Freiraum. Er erhielt nach Errichtung des Münchner Funkhauses 1929 den Namen Rundfunkplatz. Nach langer Vernachlässigung wurde er um 2002 gärtnerisch neu gestaltet.

## Bauten
| Nr. | Bezeichnung             | errichtet | Beschreibung | Bild |
| --- | ----------------------- | --------- | --- | ---- |
| 1   | Riemerschmidbau         | 1928/29   | Von Richard Riemerschmid entworfenes, ehemaliges Funkhaus der Deutschen Stunde, jetzt Hauptsitz des Bayerischen Rundfunks |      |
| 2   | Büroresidenz Hopfenpost | 1905/13   | Nordwestteil des ehemaligen Bayerischen Verkehrsministeriums, dann Zentralpostamt, seit 2001 Bürogebäude                  |      |
| 4   | Neue Hopfenpost         | 1991      | Früheres zentrales Ausgangspostamt, ab 2001 Bürogebäude                                                                   |      |